# Halalaimus longistriatus
Halalaimus longistriatus är en rundmaskart som beskrevs av Timm 1961. Halalaimus longistriatus ingår i släktet Halalaimus och familjen Oxystominidae. Inga underarter finns listade i Catalogue of Life.